# 韦特里涅
韦特里涅（法語：Vétrigne，法語發音：[vetʁiɲ]）是法国勃艮第-弗朗什-孔泰大区贝尔福地区省的一个市镇，位于该省中部，贝尔福市区东北，属于贝尔福区和大贝尔福城市圈公共社区。

## 地理
韦特里涅（47°40'6"N, 6°53'38"E）面积2.46 平方千米，位于法国勃艮第-弗朗什-孔泰大區贝尔福地区省，该省份为法国东北部内陆省份，东临上莱茵省，北起孚日省，西接上索恩省，南与杜省和瑞士接壤。
与韦特里涅接壤的市镇（或旧市镇、城区）包括：埃卢瓦、代内、奥夫蒙、罗普。

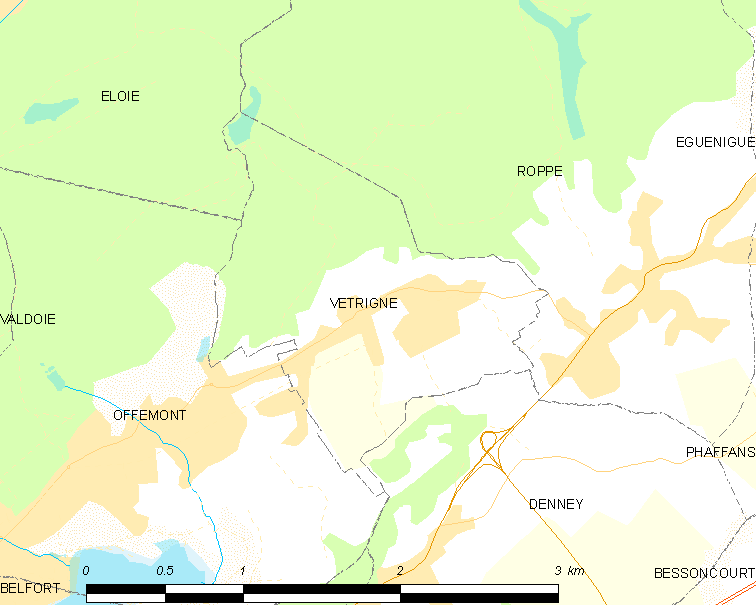
韦特里涅的OSM定位图

韦特里涅的时区为UTC+01:00、UTC+02:00（夏令时）。

## 行政
韦特里涅的邮政编码为90300，INSEE市镇编码为90103。

## 政治
韦特里涅所属的省级选区为瓦尔杜瓦县。

## 人口

1962-2008年间韦特里涅人口变化图示

韦特里涅于2022年1月1日时的人口数量为647人。